# آشپزی دانمارکی

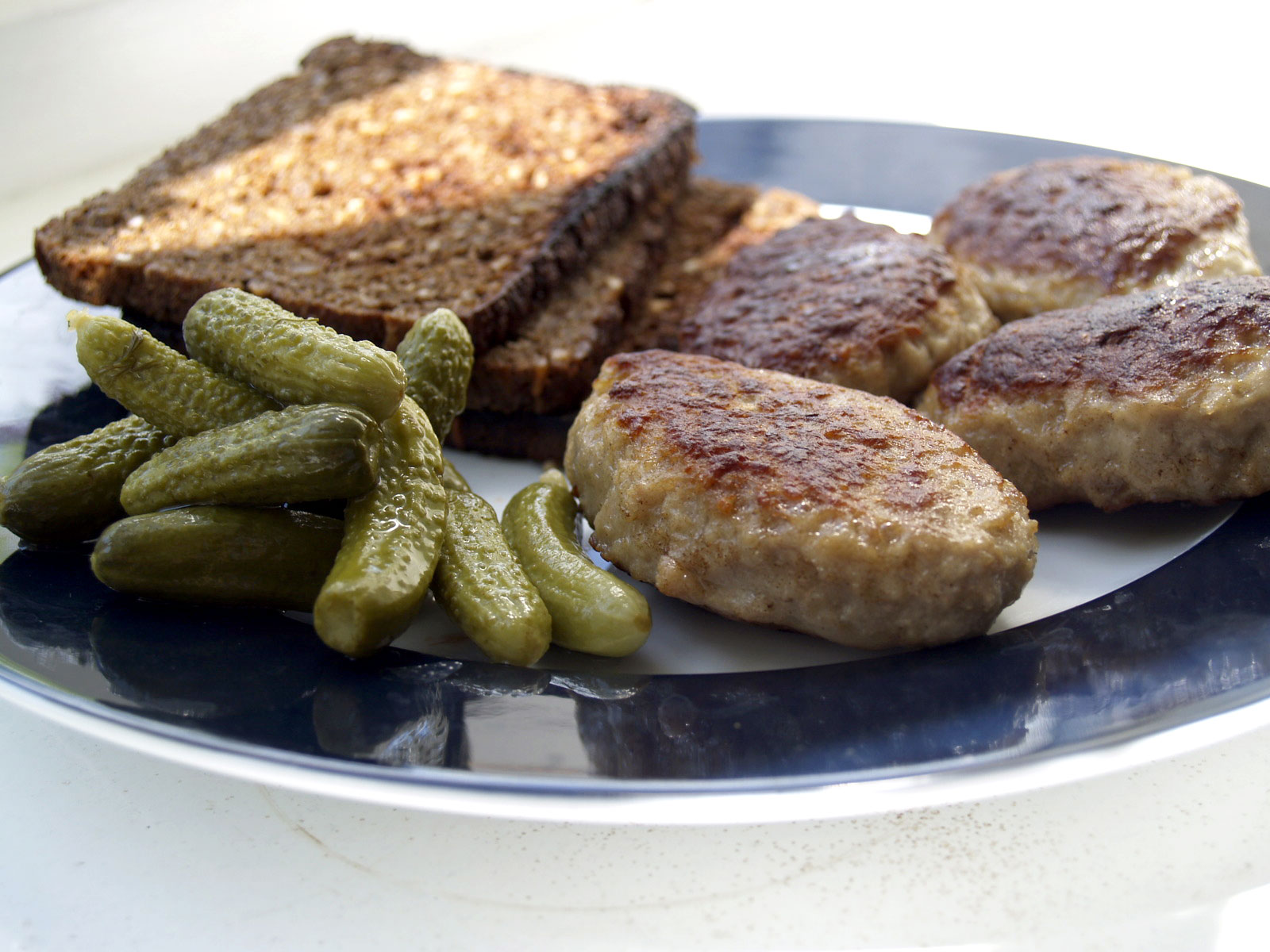
فریکادله

آشپزی دانمارکی از غذاهای درست شده توسط خود مردم محلی روستایی سرچشمه گرفته و از طریق تکنیک‌های پخت و پز رواج یافته در اواخر قرن نوزده، و با دسترسی وسیع به اجناس در هنگام انقلاب صنعتی دوم و بعد از آن، ارتقاء یافته است. ساندویچ‌های روباز که به نام اسمورپرود (دانمارکی: Smørrebrød) معروف هستند، که در حالت اصلی خوراکی معمولی وعدهٔ ناهار می‌باشند، وقتی با خرده‌های مواد غذایی متنوع و درجه یک زینت آرایی شده و آماده گردد، می‌تواند به عنوان یک غذای ملی ویژه در نظر گرفته شود. به‌طور معمول، غذاهای گرم با گوشت یا ماهی تهیه می‌شوند. غذاهای قابل توجه تهیه شده از گوشت و ماهی از جمله فلسکستگ (دانمارکی: Flæskesteg) (گوشت رست خوک به همراه پوست چرب برشته) و کاد ترسک (kogt torsk، ماهی کاد آب‌پز) به همراه سس خردل و مخلفات می‌باشند. گوشت چرخ‌کرده (خوک، گاو یا گوساله) در دوران انقلاب صنعتی دوم متداول شد و غذاهای سنتی که هنوز محبوب می‌باشند فریکادله (گوشت قلقلی)، کاربونادر (خوک برگر سوخاری) و مدیسترپولسن (دانمارکی: medisterpølse) (سوسیس سرخ شده) می‌باشند. دانمارک به خاطر آبجوهای کارلزبرگ و توبورگ و برای آکوویت (Akvavit) و بیترز (bitters) معروف است، ولی در میان خود دانمارکی‌ها شراب وارداتی از دههٔ ۱۹۶۰ به‌طور پیوسته محبوب بوده است.
پخت و پز در دانمارک همیشه از شیوه‌های خارجی و قاره تأثیر پذیرفته است و بهره بردن از ادویه‌های وارداتی مناطق استوایی مانند دارچین، هل، جوز هندی و فلفل سیاه را می‌توان با تأثیر گذاشتن آنها بر آشپزی در پیشینه دانمارک وحتی دوران وایکینگ‌ها مشاهده نمود.